# Rheinland-Pfalz-Preis 1972

Streckenlayout der Nürburgring-Nordschleife 1972

Das Rheinland-Pfalz-Preis 1972, auch Int. AvD-Rheinland-Pfalz-Preis (Interserie), Nürburgring Nordschleife, fand am 24. September auf der Nordschleife des Nürburgrings statt und war der achte Wertungslauf der Interserie dieses Jahres.

## Das Rennen
Auch auf der über 22 Kilometer langen Nordschleife des Nürburgrings fand 1972 das Interserie-Meisterschaftsrennen in zwei Wertungsläufen statt. Helmut Kelleners, der den ersten Lauf im McLaren M8F gewonnen hatte, fiel im zweiten zwei Runden vor Rennschluss aus, wurde aber noch als Gesamtzehnter gewertet. Dadurch siegte Leo Kinnunen mit dem Erfolg im Lauf zwei auf seinem Porsche 917/10 TC in der Gesamtwertung.

## Ergebnisse

### Schlussklassement
| 1               | INT     | 1  | Racing Team AAW           | Leo Kinnunen         | Porsche 917/10 TC | 14 |
| 2               | INT     | 41 | Reinhold Joest            | Reinhold Joest       | Porsche 908/03    | 14 |
| 3               | INT     | 10 | Gelo Racing Team          | Georg Loos           | McLaren M8F       | 14 |
| 4               | SRP 2.5 |    | Martin Raymond            | Martin Raymond       | Chevron B21       | 14 |
| 5               | SRP 2.5 |    | Trevor Twaites            | Trevor Twaites       | Chevron B21       | 14 |
| 6               | INT     |    | David Piper Racing Ltd.   | Chris Craft          | Porsche 917K      | 13 |
| 7               | SRP 2.5 |    | Tony Birchenhough         | Tony Birchenhough    | Lola T212         | 13 |
| 8               | INT     |    | Kurt Hild                 | Kurt Hild            | KMW               | 13 |
| 9               | SRP 2.5 |    | Clemens Schickentanz      | Clemens Schickentanz | Chevron B21       | 13 |
| 10              | INT     | 8  | Felder Racing Team        | Helmut Kelleners     | McLaren M8F       | 12 |
| 11              | SRP 2.5 |    | Bernd Becker              | Bernd Becker         | Porsche 910       | 12 |
| 12              | INT     |    | Siegfried Rieger          | Siegfried Rieger     | McLaren M8C       | 12 |
| 13              | INT     |    | Harald Link               | Harald Link          | KMW               | 12 |
| 14              | INT     |    | Albert Pfuhl              | Albert Pfuhl         | Porsche 908       | 11 |
| 15              | INT     | 36 | Racing Team VDS           | Teddy Pilette        | McLaren M8F       | 10 |
| 16              | SRP 2.5 |    | H. Hundt Duckham-Oils     | Heinz Wechsler       | Chevron B19       | 10 |
| 17              | SRP 2.5 |    | Jean-Pierre Adatte        | Jean-Pierre Adatte   | Lola T212         | 10 |
| 18              | SRP 2.5 |    | H. Hundt Duckham-Oils     | Norbert Dombrowski   | Porsche 910       | 7  |
| Ausgefallen     |         |    |                           |                      |                   |    |
| 19              | INT     |    | Hans Müller-Perschl       | Hans Müller-Perschl  | KMW               | 5  |
| 20              | SRP 2.5 |    | Romano Martini            | Romano Martini       | Gipsy P271        | 3  |
| 21              | INT     | 11 | Willi Kauhsen Racing Team | Willi Kauhsen        | Porsche 917/10 TC | 2  |
| 22              | INT     |    | Peter Groh                | Peter Groh           | Chevron B8        | 2  |
| 23              | INT     |    | Gelo Racing Team          | Franz Pesch          | McLaren M8E       | 1  |
| 24              | INT     |    | Herbert Müller            | Herbert Müller       | Ferrari 512M      | 1  |
| Nicht gestartet |         |    |                           |                      |                   |    |
| 25              | SRP 2.5 |    | John Bridges              | John Bridges         | Chevron B19/21    | 1  |
| 26              | INT     |    | Alcan Team BRM            | Vern Schuppan        | BRM P 167         | 2  |

1 Unfall im Training
2 Motorschaden im Training

### Nur in der Meldeliste
Zu diesem Rennen sind keine weiteren Meldungen bekannt.

### Klassensieger
| Klasse  | Fahrer         | Fahrzeug          | Platzierung im Gesamtklassement |
| ------- | -------------- | ----------------- | ------------------------------- |
| INT     | Leo Kinnunen   | Porsche 917/10 TC | Gesamtsieg                      |
| SRP 2.5 | Martin Raymond | Chevron B21       | Rang 4                          |

### Renndaten
- Gemeldet: 26
- Gestartet: 24
- Gewertet: 18
- Rennklassen: 2
- Zuschauer: 20.000
- Wetter am Renntag: warm und trocken
- Streckenlänge: 22,835 km
- Fahrzeit des Siegerteams: unbekannt
- Gesamtrunden des Siegerteams: 14
- Gesamtdistanz des Siegerteams: 319,690 km
- Siegerschnitt: unbekannt
- Pole Position: Willi Kauhsen – Porsche 917/10 TC (#11) – 7:23,800
- Schnellste Rennrunde: Willi Kauhsen – Porsche 917/10 TC (#11)
- Rennserie: 8. Lauf zur Interserie 1972